# Felice Cece
Felice Cece (26 de março de 1936 – 12 de maio de 2020) foi um arcebispo católico romano italiano.
Cece nasceu na Itália e foi ordenado ao sacerdócio em 1959. Ele serviu como bispo da Diocese Católica Romana de Teano-Calvi, na Itália, de 1984 a 1989 e como arcebispo da Arquidiocese Católica Romana de Sorrento-Castellammare di Stabia, na Itália, de 1989 a 2010. 